# Naqa

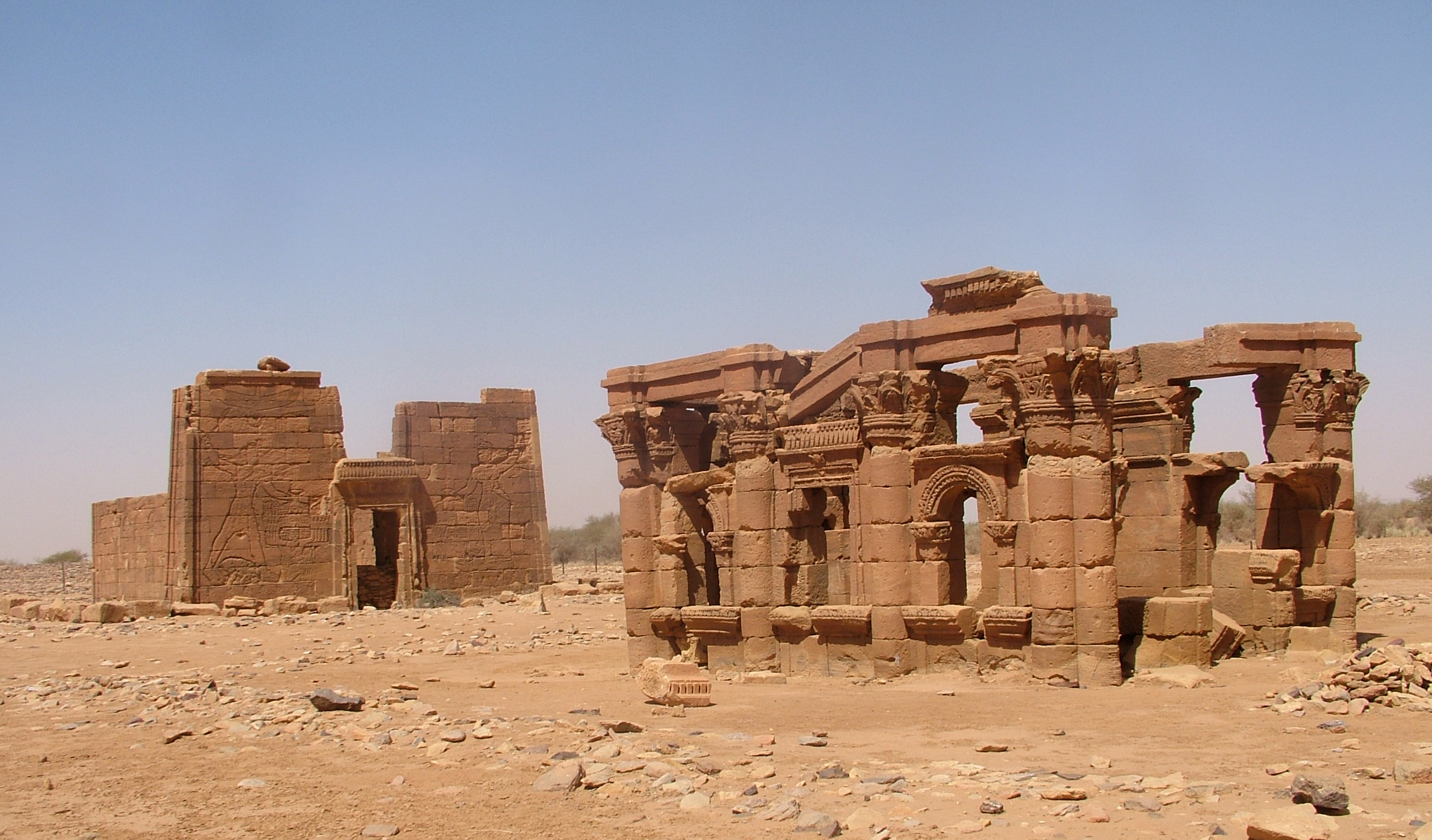
Le kiosque romain et le temple d'Apédémak, Naqa

Naqa est une ancienne ville en ruines du royaume de Méroé au Soudan actuel. La ville antique se trouve environ 170 km au nord-est de Khartoum et environ 50 km à l'est du Nil. Elle est située près du MGRS 36QWC290629877. Des petits oueds y rejoignent l'oued Awateib, venant du centre du plateau de la Butana. 
Naga était une étape sur le chemin de l'orient et avait donc une importance stratégique.
Naga est l'un des plus grands sites de ruines du Soudan. Elle a été l'un des centres du royaume de Méroé, qui a servi de pont entre le monde méditerranéen et l'Afrique.
Le site compte deux temples remarquables, l'un dédié à Amon et l'autre à Apédémak, ainsi qu'à la chapelle d'Hathor, tous trois datant du Ier siècle de notre ère.

## Recherche

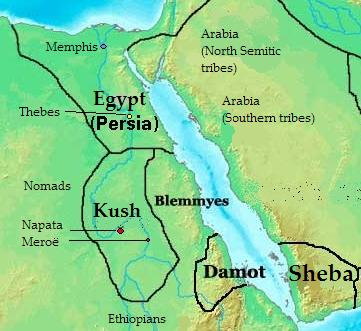
Emplacement du royaume de Koush, avant notre ère.

Les premiers voyageurs européens ont visité Naga à partir de 1822, dont Hermann von Pückler-Muskau en 1837 et Richard Lepsius en 1843.
Lepsius a copié certaines des inscriptions et figures représentées. 
En 1958, une équipe de l'université Humboldt a visité Naga, documenté et restauré en partie le temple, ainsi que le site proche de Musawwarat es-Sofra dans les années 1960.
Depuis 1995, Naga est fouillée par une équipe germano-polonaise, avec la participation du Musée égyptien de Berlin et de la Fondation du Patrimoine Culturel Prussien, dirigée par le Professeur Dietrich Wildung et financée par la Fondation allemande pour la recherche (DFG), et comprend également l'archéologue polonais Lech Krzyżaniak et un petit groupe d'archéologues polonais de Poznań.

## Bâtiments

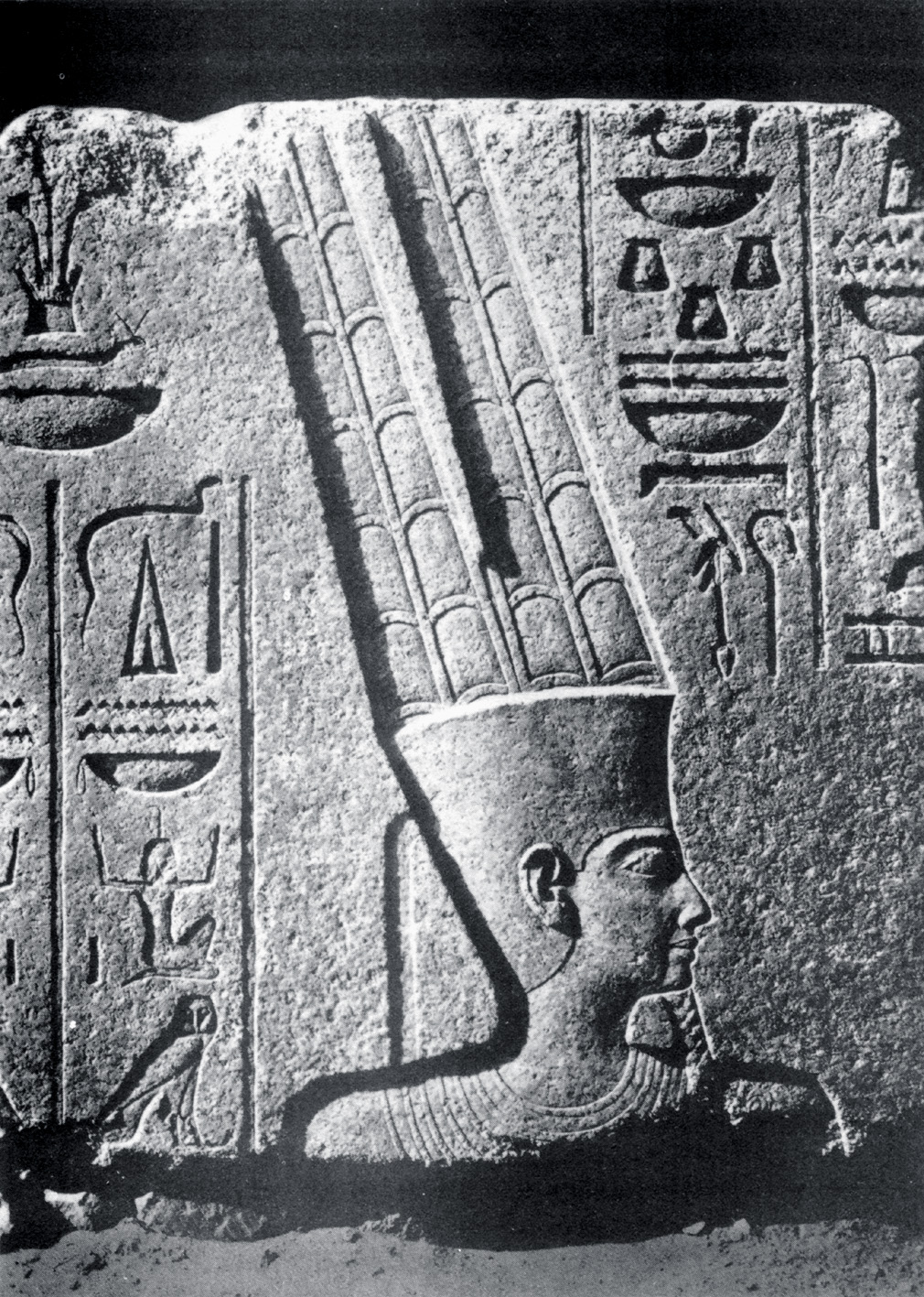
L'un des principaux temples de Naqa est dédié à la divinité égyptienne Amon-Rê

Naga comprend plusieurs temples dont la datation s'étend du IVe siècle avant notre ère au IVe siècle de notre ère, ainsi que les ruines d'une agglomération urbaine et plusieurs lieux de sépulture. Les vestiges de plusieurs temples ont été trouvés, mais les deux plus grands et plus importants temples de Naqa sont le temple d'Amon et le temple d'Apédémak (également connu comme « Temple du Lion »), qui sont encore bien conservés.

### Temple d'Amon

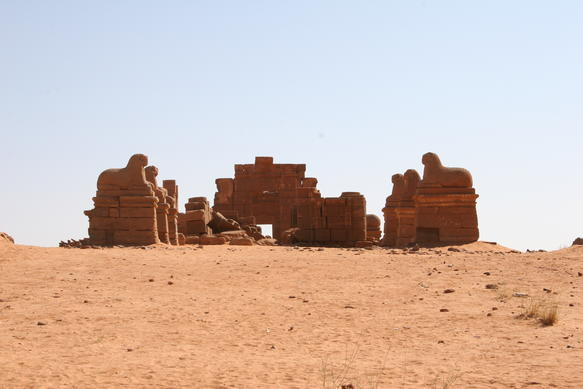
Le temple d'Amon à Naqa

Amon est une divinité de la mythologie égyptienne qui, sous la forme d'Amon-Rê, devient le centre du système théologique le plus complexe de l'Égypte antique. 
Le temple d'Amon de Naga a été fondée par le roi Natakamani et s'étend sur près de cent mètres ; il possède plusieurs statues de ce roi. Le temple est aligné sur un axe est-ouest et est constitué de grès, qui a été érodé par le vent.  
Le temple est conçu dans le style égyptien, avec une cour extérieure et une allée de béliers, semblable à celle du temple d'Amon au Gebel Barkal ou à celle de Karnak. Cette allée conduit à une salle hypostyle contenant le sanctuaire intérieur. Les entrées principales et les murs du temple sont décorés des sculptures en relief.

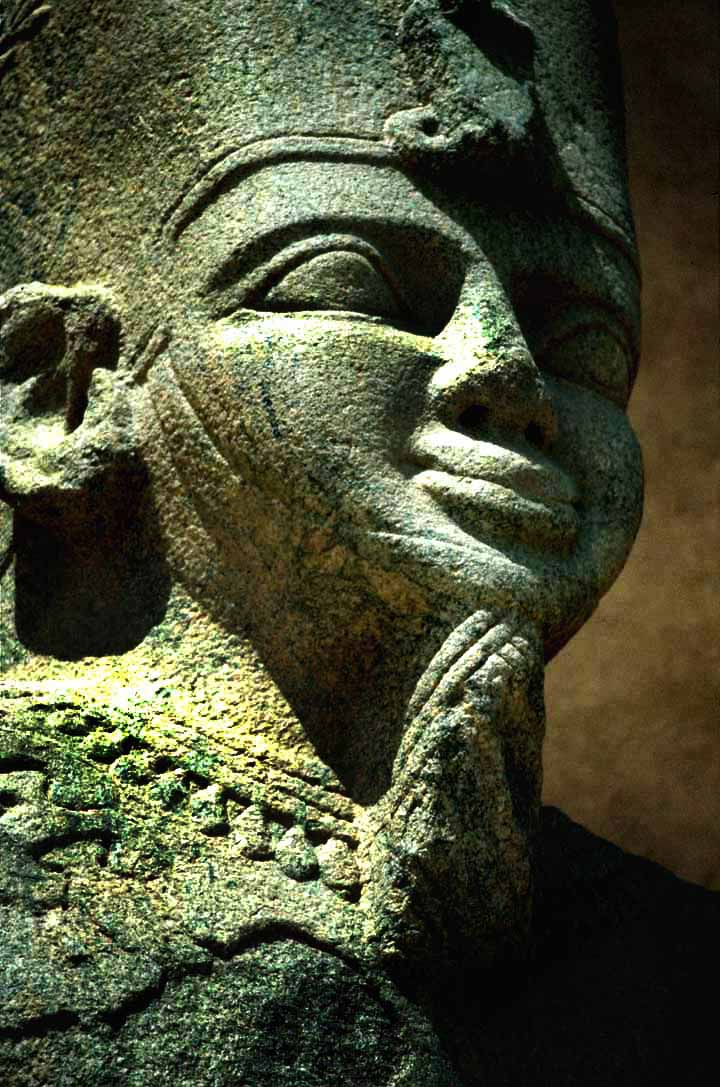
Le roi Natakamani

En 1999, une équipe germano-polonaise d'archéologie a exploré la zone du sanctuaire intérieur du temple, où la principale statue du dieu était conservée à l'origine. Ils ont découvert un « autel » peint en bon état, qui comprend l'iconographie et des noms écrits en hiéroglyphes du roi Natakamani et sa femme Amanitore, les fondateurs du temple. Cet autel est considéré comme unique tant au Soudan qu'en Égypte, pour la période concernée. 
Une cinquième statue du roi Natakamani a également été découverte dans cette chambre, avec une stèle commémorative en pierre de la reine Amanishakhéto, qui aurait gouverné les Méroïtes avant le règne de Natakamani et d'Amanitore. L'avers montre un délicat relief sculpté de la reine et déesse qui était la partenaire du dieu-lion méroïtique Apédémak. L'arrière et les côtés de la stèle présentent des hiéroglyphes méroïtiques non déchiffré, et est considéré par l'équipe de la découverte pour être l'un des meilleurs exemples d'art méroïtique trouvé à ce jour. 
Après les fouilles, recherches et la reconstruction du temple d'Amon qui ont duré plus d'une décennie, le 1er décembre 2006, les autorités Soudanaises ont repris la gestion du site, en confiant sa responsabilité au Ministère de la Culture.
Un autre temple d'Amon, nommé Naqa 200 a été fouillé depuis 2004. Il a été construit par Amanikhareqerem et est semblable au temple de Natakamani et est daté du IIe ou IIIe siècle de notre ère, bien que certaines découvertes puissent contrarier la datation précise, ajoutant un peu plus d'incompréhension à une chronologie nubienne déjà floue.

### Temple d'Apédémak
Situé à l'ouest du temple d'Amon est le temple de Apédémak (ou « Temple du Lion »). Apédémak est un dieu guerrier à la tête de lion, adoré en Nubie. Ce dieu a la fonction de gardien sacré du chef héréditaire, de prince ou de roi défunt. Toute personne qui a touché la tombe du chef est réputée maudite par Apédémak.

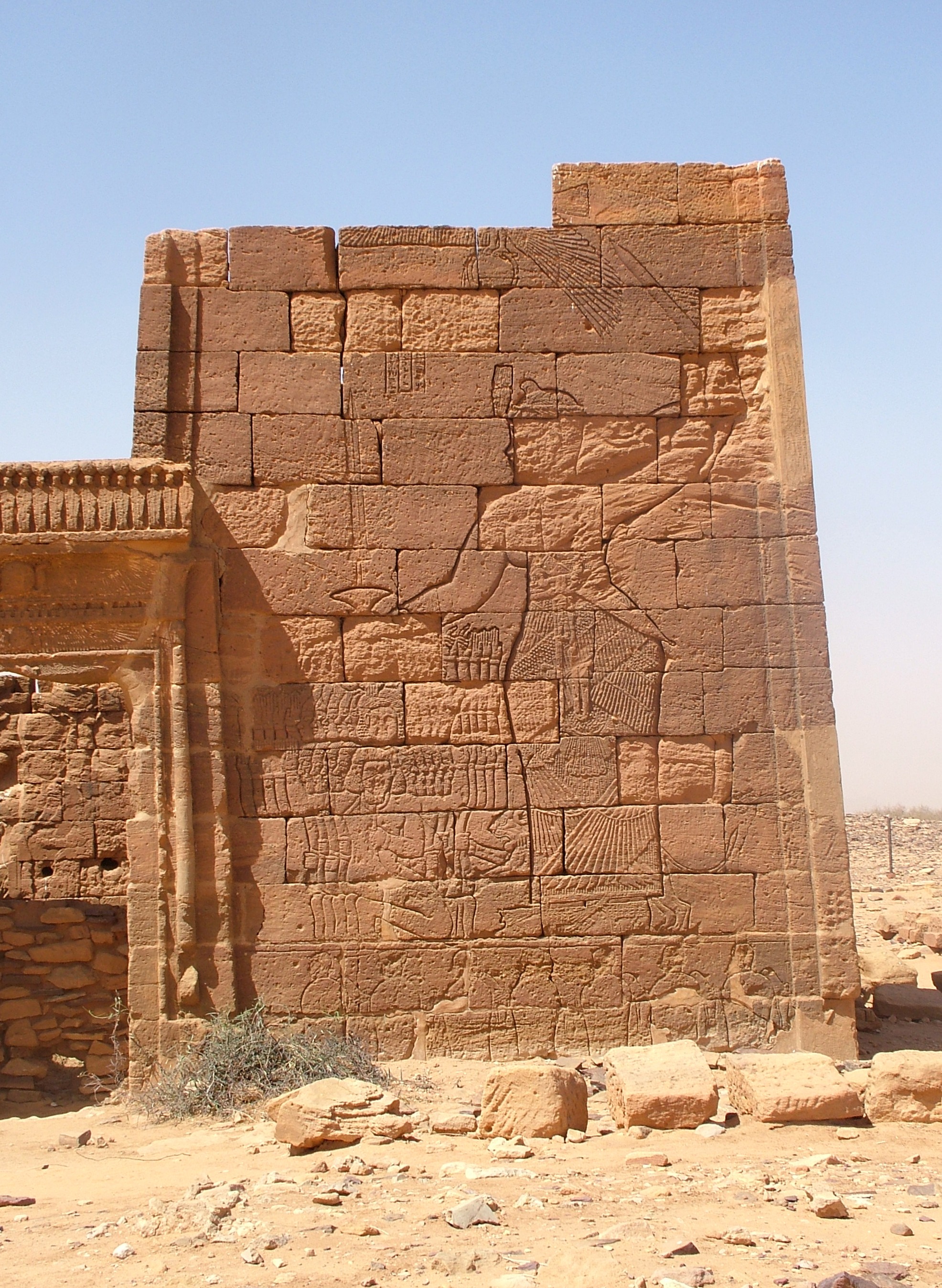
Représentation de la reine Amanitore châtiant ses ennemis.

Le temple est considéré comme un exemple classique de l'architecture koushite. La façade du temple est une vaste passerelle, et dépeint Natakamani et Amanitore, respectivement à gauche et à droite, exerçant un pouvoir divin sur leurs prisonniers. Ils sont représentés symboliquement avec des lions à leurs pieds. Déterminer qui sont les prisonniers n'est pas évident, bien que de documents historiques aient révélé que les Kouchites étaient souvent en conflit et subissaient les invasions de tribus du désert. 
Aux angles, on trouve des représentations d'Apédémak figuré par un serpent sortant d'un lotus en fleur. Sur les côtés du temple, on trouve des représentations des dieux Amon, Horus et Apédémak se tenant en présence du roi. Sur le mur arrière du temple se trouve la plus grande représentation du dieu, illustrée par le réception des offrandes faites par le roi et la reine. Il est dépeint comme un dieu à trois têtes et quatre bras. À l'intérieur du temple se trouve une sculpture du dieu Sarapis, représenté avec une barbe de style gréco-romain. Un autre dieu avec une couronne est représenté, sans être formellement identifié ; il pourrait être d'origine perse.
Bien que l'architecture du temple d'Apédémak soit fortement influencée par les anciens égyptiens, et présente quelques formes classiques égyptiennes, certaines des représentations du roi et de la reine sont de bons exemples des différences entre l'art égyptiens et l'art kouchite. Le roi Natakamani et la reine Amanitore sont représentés avec des têtes rondes et les épaules larges, Amanitore avec des hanches exceptionnellement larges, ce qui est plus typique de l'art africain. Ainsi le temple d'Apédémak illustre profondément le mélange des influences artistiques des koushites, en particulier lorsque l'on observe le kiosque romain à côté, clairement influencé par la Grèce antique et par Rome. La représentation d'Apédémak en serpent et le lotus en fleur sont aussi inhabituels, et au début des archéologues de Naqa ont même imaginé que le temple avait des connexions en Inde, étant donné que les routes commerciales de l'Inde conduisaient au port antique d'Adulis (dans l'actuelle Érythrée) sur la mer Rouge. Ces connexions sont toujours recherchées par les archéologues modernes.

### Kiosque romain

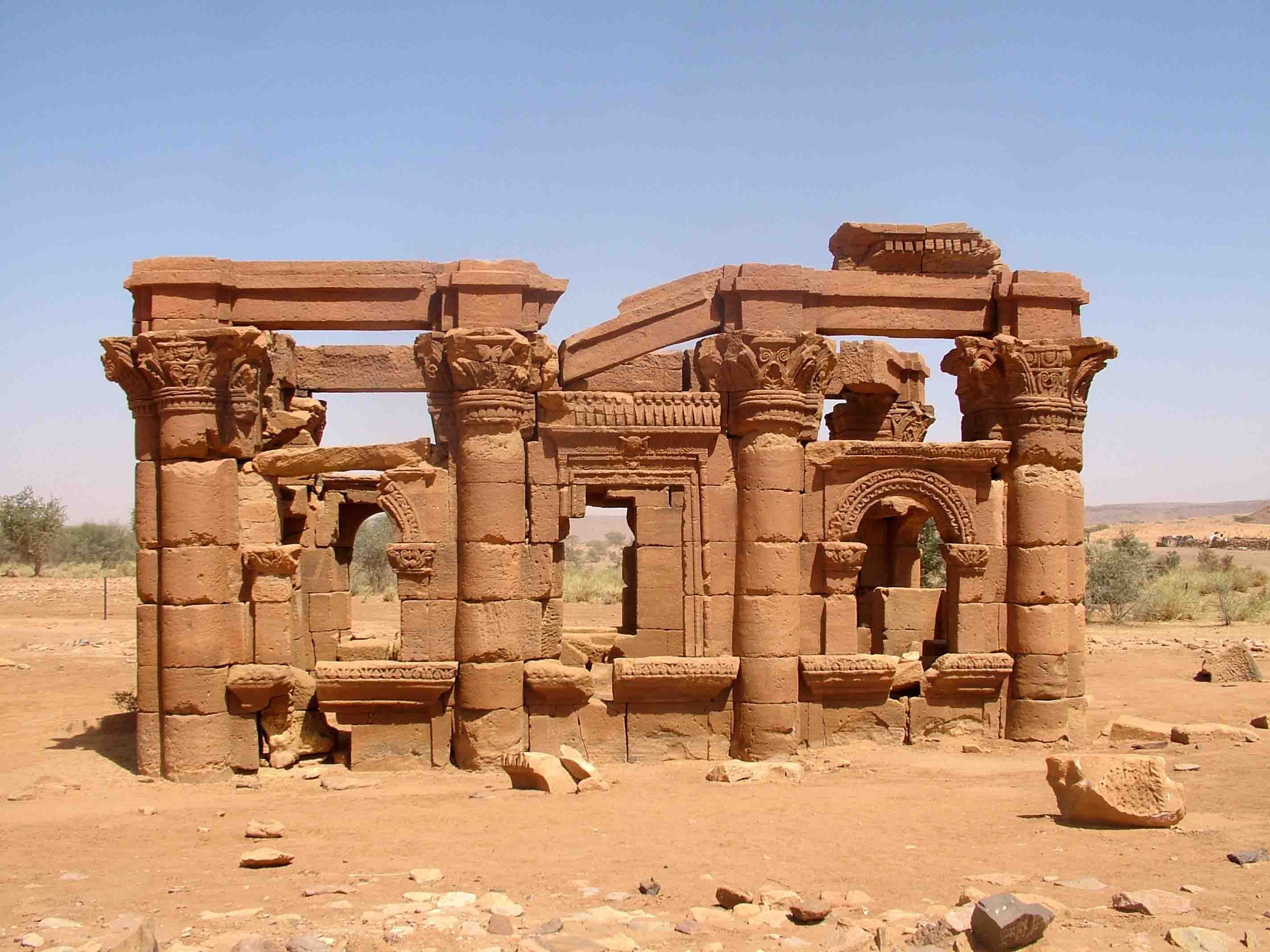
Kiosque romain

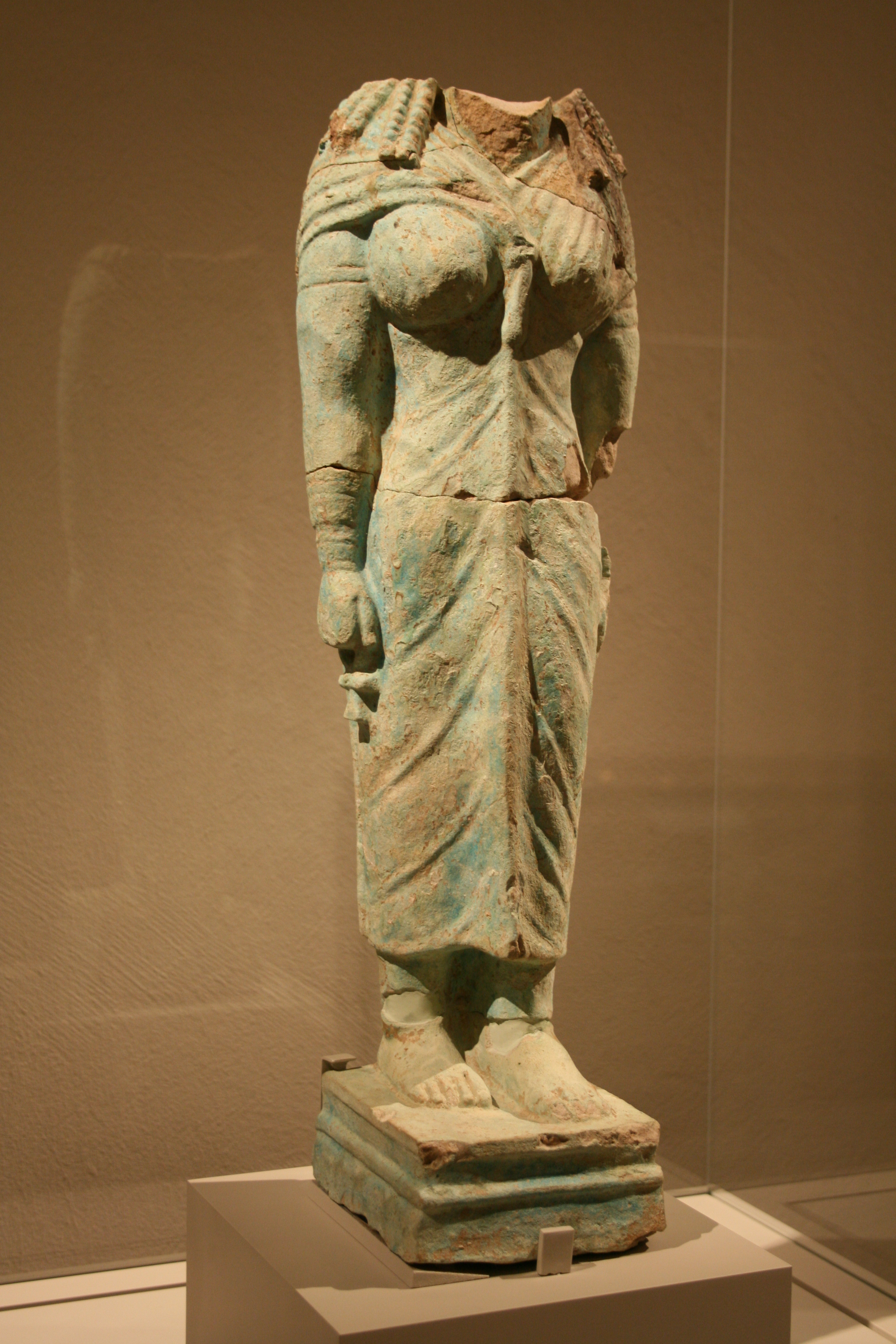
Statue d'Isis trouvé à Naqa, aujourd'hui exposée dans le Musée égyptien de Berlin.

Le kiosque romain est un petit temple près du temple principal, à forte influence hellénistique. L'entrée du kiosque est égyptienne, surmontée d'un linteau avec une rangée d'uræus (cobras sacrés). Les côtés sont décorés de colonnes corinthiennes aux chapiteaux fleuris et de fenêtres cintrées, dans le style romain. Les fouilles récentes du bâtiment ont révélé qu'il était probablement consacré au culte d'Hathor. En témoigne la découverte d'une statue d'Isis, déesse égyptienne antique, dont le culte se propageait dans tout le monde Gréco-Romain. Isis est la déesse de la maternité et de la fertilité ; elle était adorée comme l'idéal de la mère, la femme, la maîtresse de la nature et de la magie. La déesse Isis est connue pour avoir absorbé plusieurs caractéristiques d'Hathor.

### «Temple 500»
Le « temple 500 » se trouve en position légèrement excentrée, au pied des falaises de grès. À en juger par les reliefs, il était dédié à la triade thébaine d'Amon, Mout et Khonsou, ainsi qu'à Apédémak. Des travaux de fouille minutieuse et de restauration ont été réalisés depuis. 
D'après des inscriptions en hiéroglyphes méroïtiques, il a été construit par Shanakdakhete. Cette reine est habituellement considérée comme ayant régné vers la fin du IIe et le début du Ier siècle av. J.-C. avant notre ère. Si tel est le cas, alors le temple est le plus ancien bâtiment du site, et des textes sur les murs du temple sont les plus anciens écrits en hiéroglyphes méroïtiques. Cependant, cette datation est contestée, précisément pour des raisons paléographiques, par Claude Rilly qui place Shanakdakhete à la fin du Ier siècle avant notre ère. La chronologie des souverains du royaume de Koush n'est en effet pas encore établie de manière consensuelle entre les chercheurs. 

### «Temple 200»
Le « temple 200 » est un petit complexe cultuel qui se trouve immédiatement au sud du grand temple d'Amon. Il est composé de trois éléments : un reposoir de barque ou autel, puis un kiosque ouvert, puis le temple lui-même, composé d'un bâtiment rectangulaire et d'un petit pylône à deux môles. Ses bas-reliefs sont très mal préservés et le plus souvent seuls les pieds des figures sont visibles. Néanmoins, les chercheurs ont pu reconnaître plusieurs formes différentes d'Amon et le dieu-lion Apedemak. 